# Julija Jurjewna Chawronina
Julija Jurjewna Chawronina (russisch Юлия Юрьевна Хавронина, wiss. Transliteration Julija Jur'evna Chavronina; * 20. Mai 1992 in Astrachan, Russland) ist eine russische Handballspielerin, die für den russischen Erstligisten GK Tschernomorotschka aufläuft.

## Karriere

### Im Verein
Chawronina lief für den russischen Erstligisten Swesda Swenigorod auf, mit dem sie mehrfach den russischen Pokal gewann. Ihren ersten Europapokaleinsatz bestritt die Rückraumspielerin am 20. März 2010 im Europapokal der Pokalsieger. Später folgten weitere Europapokalspiele, u. a. in der Saison 2012/13 in der EHF Champions League. In der Saison 2013/14 unterlag sie im Finale des Europapokals der Pokalsieger gegen den dänischen Verein Viborg HK. Mit Swesda errang sie 2014 den erstmals ausgetragenen russischen Supercup. Im Finalspiel gegen GK Dynamo Wolgograd war Chawronina mit sechs Treffern die torgefährlichste Akteurin ihrer Mannschaft.
Chawronina schloss sich zur Saison 2015/16 dem ungarischen Erstligisten Érd NK an. Nachdem die Linkshänderin in ihrer ersten Spielzeit auf nationaler Ebene insgesamt 48 Treffer für Érd erzielt hatte, verlängerte sie ihren Vertrag um ein Jahr. Im Februar 2017 verließ sie vorzeitig Érd und schloss sich dem französischen Erstligisten Toulon Saint-Cyr Var Handball an.
Ab dem Sommer 2018 lief Chawronina für den rumänischen Erstligisten CSM Roman auf. Nachdem CSM Roman Ende Oktober 2018 aus finanziellen Gründen vom Spielbetrieb abgemeldet wurde, unterschrieb sie im Folgemonat einen Vertrag beim Ligakonkurrenten SCM Gloria Buzău. Nach Ende der Spielzeit 2018/19 wechselte sie zum nächsten rumänischen Erstligisten SCM Craiova.
Im Sommer 2020 gab der türkische Erstligist Kastamonu Belediyesi GSK die Verpflichtung von Chawronina bekannt. Mit Kastamonu Belediyesi gewann sie 2021 die türkische Meisterschaft. Sie steuerte im Saisonverlauf insgesamt 53 Treffer zum Erfolg bei. Im Sommer 2021 wechselte sie zum italienischen Erstligisten Jomi Salerno. Nachdem ihr Vertrag im November desselben Jahres aufgelöst worden war, unterschrieb sie einen Vertrag beim israelischen Erstligisten Maccabi Arazim Ramat Gan.
Chawronina kehrte im Jahr 2023 nach Russland zurück und unterschrieb einen Vertrag beim Erstligisten GK Tschernomorotschka.

### In Auswahlmannschaften
Chawronina absolvierte drei Länderspiele für die russische Nationalmannschaft. Nachdem Chawronina ins Ausland gewechselt war, wurde sie nicht mehr vom damaligen Nationaltrainer Jewgeni Trefilow berücksichtigt, da er nur Spielerinnen von russischen Vereinen zur Nationalmannschaft einlud.